# Бросна (Оффали)

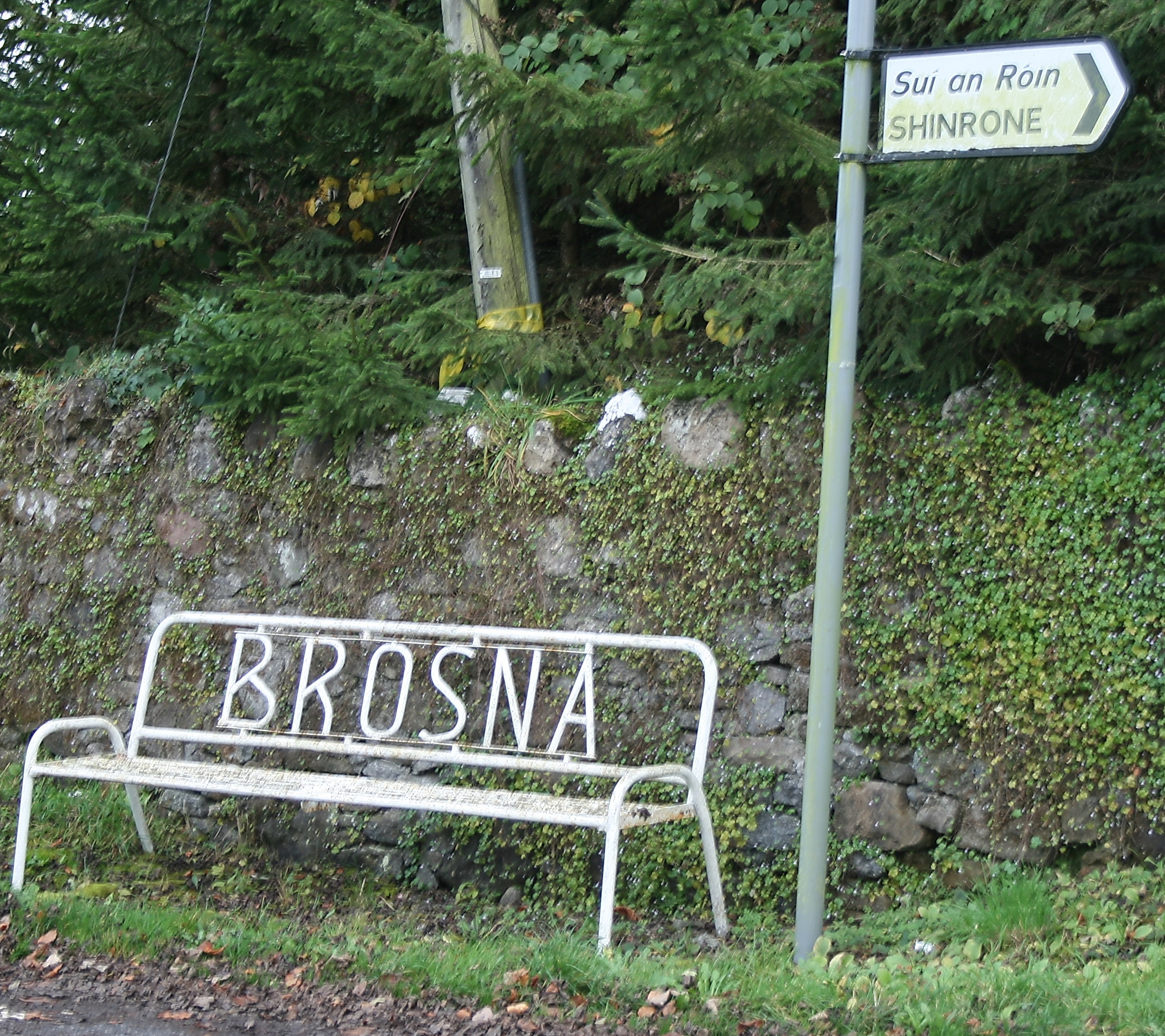

Бросна (англ. Brosna; ирл. An Bhrosnach) — деревня в Ирландии, находится в графстве Оффали (провинция Ленстер) у трассы N62.